# بارك إيون-كيونغ
بارك إيون-كيونغ (هانغل: 박은경) هي لاعب هوكي الحقل كورية جنوبية، ولدت في 25 يناير 1975.

## وصلات خارجية
- بارك إيون-كيونغ على موقع أوليمبيديا (الإنجليزية)